# مسئله ارمنی

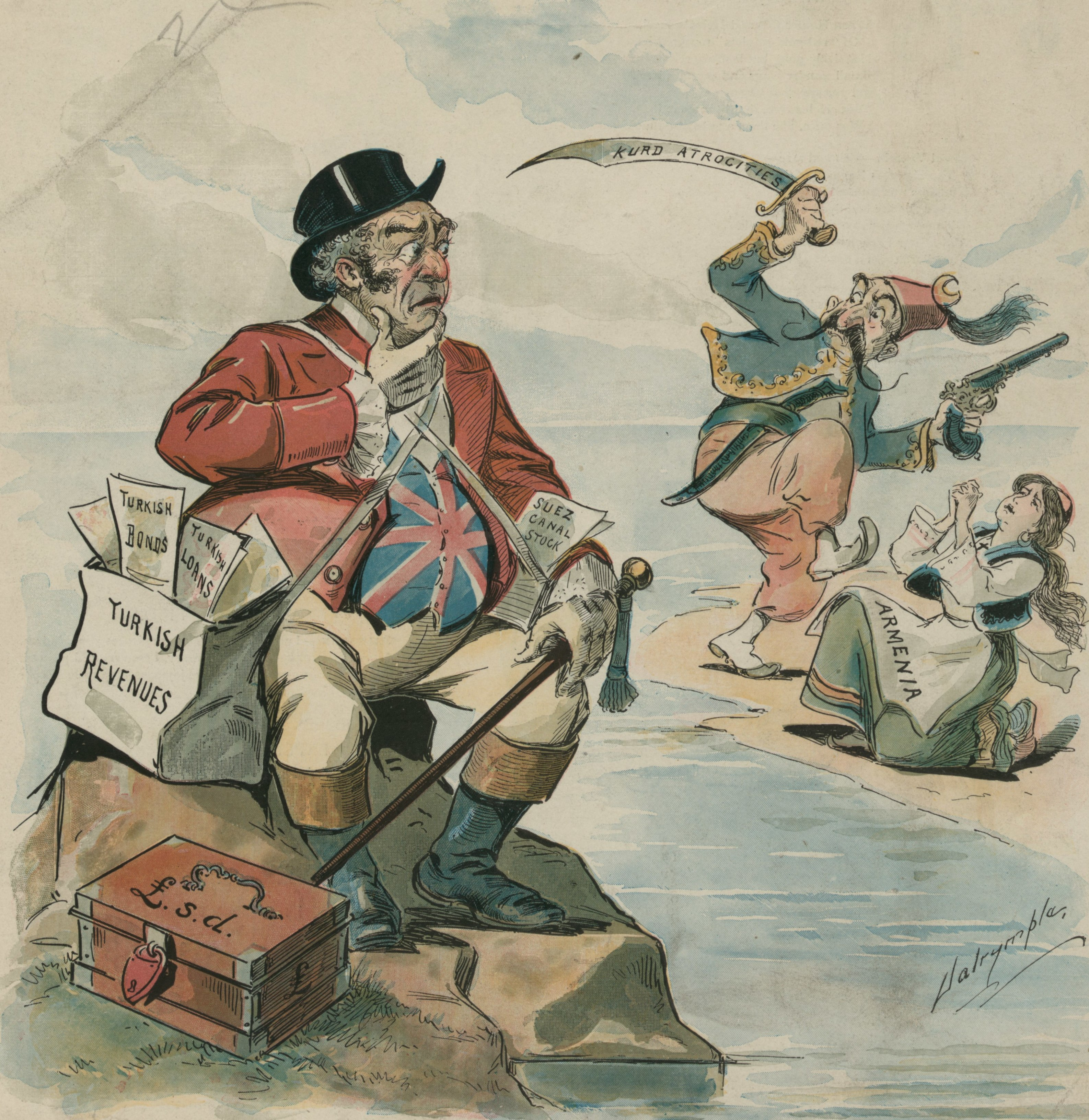
"معضل جان بول": "‌مزاحم او شدن دشوار است، چون مشتری خوبی است!" مجله پاک, ۱۸۹۵

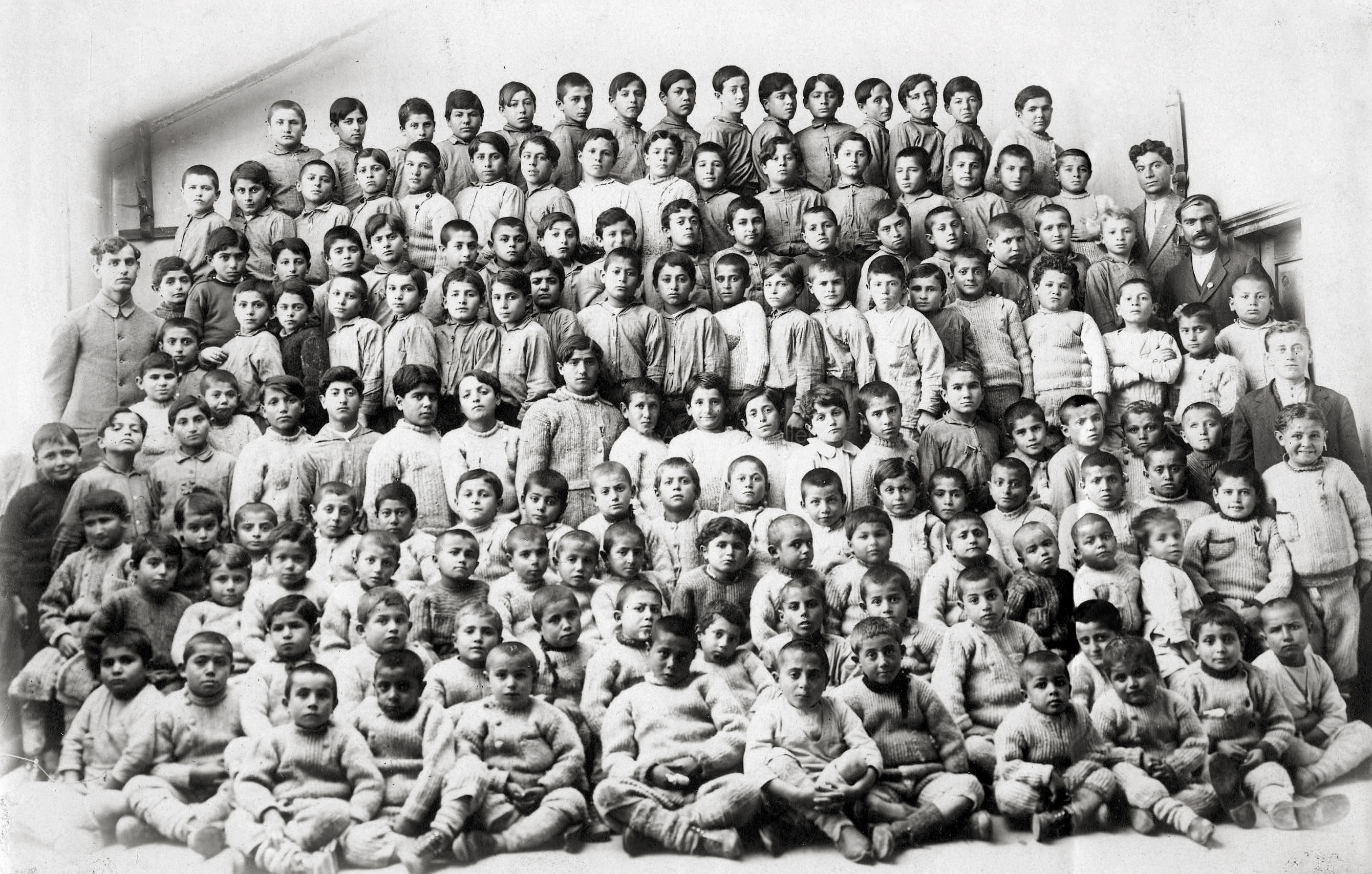
کودکان ارمنی یتیم شده در مرزیفون ۱۹۱۸

مسئله ارمنی مسائلی است که نه تنها حکومت ارمنستان، بلکه مردم ارمنی خواستار احقاق حقوق خود می‌باشد. مسائل ارمنی که در جوامع بین‌المللی مطرح می‌باشد را می‌توان به:
معاهده سور، پیمان سن استفانو و پیمان برلین (۱۸۷۸) و مسئلهٔ نسل‌کشی ارمنی‌هاو کشتار ارمنیان توسط جمهوری آذربایجان را می‌توان نام برد.

استقلال ارمنستان اعتماد به نفس ملی ارمنیان را تقویت کرد و به مبارزهٔ آنان برای ادامهٔ حیات کیفیت تازه‌ای بخشید. ملت ارمنی این حق را یافت که بدون قید و شرط بار دیگر به سرچشمه‌های تاریخی خود نزدیک شود. پس از استقلال، تمامی ملت ارمنی امکان منحصر به فردی به دست آورد تا از طریق دولت خود مسائل گوناگون مربوط به هویتش را مطرح سازد و در این راستا از منافع حیاتی خود دفاع کند. از این حیث به طبع، از مهم‌ترین مسائلی که در برابر حکومت ارمنستان قد برافراشته بود مسئلهٔ نسل‌کشی ارمنی‌ها است که در ضمیر ناخودآگاه ارمنیان ریشه دوانیده و جزء جدایی ناپذیر هویت ملی ارمنیان شده است.

"اگر انسانی در پاریس کشته شود، قتل است: در شرق گردن پنجاه هزار نفر زده شده، و این مسئله است."

— ویکتور هوگو

## پیمان سن استفانو و برلین

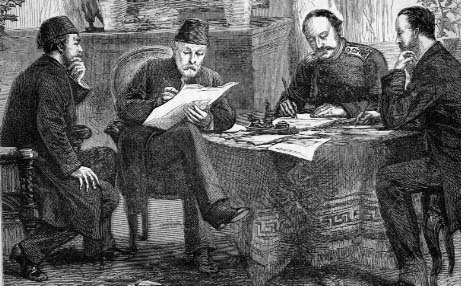
مذاکره سان استفانو

شورای عمومی ارمنی‌ها، که وظایف خود را در سال ۱۸۶۲ به عهده گرفت، شکایت روستائیان آناتولی شرقی را که بیشتر ساکنان آن ارمنی بودند گرد آورد، و به واسطه آن‌ها از حکومت دادخواهی نمود. این شکایاتی است که شورا در سال ۱۸۷۰ جمع کرده است. در سال‌های ۱۸۷۰ و ۱۸۷۱ تنظیم شده، و پیش از تسلیم آن به حکومت گزارشی از آن‌ها تهیه و به بحث گذاشته شده است. این شکایات شامل قتل و غارت ارمنی‌ها در شهرهای ارمنی به دست کُردها و چرکسی‌ها، بی عدالتی در جمع‌آوری مالیات‌ها، رفتار مجرمانه مأموران حکومتی و سرپیچی مداوم از پذیرش ارمنی‌ها به عنوان شاهد در دادگاه‌ها بود که در چهارم مارس ۱۸۷۲ تسلیم حکومت عثمانی شد.
شورش بوسنی و هرزگوین در سال ۱۸۷۵ و قیام بلغارها و صرب‌ها که بلافاصله بعد از آن رخ داد، نقاط عطفی در مسئله ارمنی‌ها بودند. سرکوب خونین این شورش‌ها خشم رهبران اروپایی را برانگیخت و موجب شد وارد عمل شوند. دولت عثمانی برای متوقف کردن دخالت قدرت‌های بزرگ سراسیمه اعلان پادشاهی مشروطه نمود.
در نهایت قدرت‌های بزرگ به صدور پیش‌نویس عهدنامه لندن در سال ۱۸۷۷ انجامید. نهمین بند این پیش‌نویس به امضاءکنندگان خارجی آن اجازه می‌داد در صورت قطع امید از اصلاحات پیشنهادی عثمانی دست به اقدام مشترک بزنند. پس از امضاء این پیش‌نویس آن‌ها به استانبول بازگشتند تا مذاکرات را از سرگیرند، لیکن دولت عثمانی از امضاء توافق‌نامه سر باز زد، و آن را تجاوز و تعدی به عزت و حاکمیت خود خواند. سلطان ترجیح داد آماده جنگ با روسیه شود تا اینکه شرایط توافقنامه را امضاء کند. در آستانه جنگ روسیه و عثمانی (۱۸۷۷-۱۸۷۸) وضع ارمنیان در ارمنستان عثمانی به همان دشواری و حتی بدتر هم شد. مسافرانی که در دهه‌های پیش از آن از ترکیه آسیایی گذر کرده‌اند داستان‌های زیادی از وقایع مربوط به این موضوع نقل کرده‌اند. در سال ۱۸۶۲ قتل‌عام‌هایی در منطقه توروس روی داد.
به هنگام جنگ روس و عثمانی نیز ارمنستان دوباره تبدیل به صحنه یک رشته فجایع و جنایاتی شد که گروه‌های نامنظم جزو سپاهیان ترک نسبت به ساکنان آن مرتکب می‌شدند و چنین بود که ساکنان ارمنی مناطق دغوبایزید و دیادین و الشگرد بیشترشان قتل‌عام شدند.
(تنها در شهر بایزید ۲۴۰۰ نفر ارمنی کشته شدند) در حالی که ارمنیان ساکن مناطق قارص و باسن و وان به‌شدت صدمه دیدند.

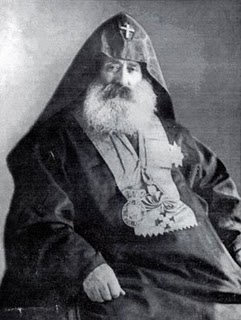
خریمیان هایریک

در ۱۸۶۹ با انتخاب مگردیچ خریمیان به مقام سر اسقفی، ارمنیان مقیم ارمنستان سرانجام مدافع سر سختی برای دفاع از منافع خود یافتند و او مردی بود که به جای کوشیدن در جلب محبت مسیحیان خاوری قسطنطنیه با عزمی راسخ به ایفای وظایف خویش پرداخت. این روحانی بزرگ همینکه بر مسند اسقفی نشست اعلام کرد: 
«من خود را تنها پدر روحانی ارمنیان قسطنطنیه نمی‌دانم بلکه پدر روحانی همه ارمنیان عثمانی هستم.»
وقتی در چند ماه پیش از شروع جنگ ۱۸۷۷–۱۸۷۸ روس و عثمانی یک کنفرانس بین‌المللی در قسطنطنیه تشکیل شد تا مسئله بلغارستان را از راه مسالمت‌آمیز حل کند و تلاشش هم بی‌نتیجه ماند، ارمنیان نیز کوشیدند تا خواسته‌های خود را در آن کنفرانس عرضه کنند.
دوک بزرگ، نیکلا، پس از جلب موافقت تزار الکساندر دوم از خواسته‌های ارمنیان دایر بر انجام اصلاحات در دستگاه‌های اداری ارمنستان عثمانی و اعطای نوعی خودمختاری اداری به منطقه ارمنی‌نشین شامل ولایات ارزروم و وان و موش، که در آنجاها اکثر ساکنان ارمنی هستند به گرمی استقبال کرد.
«تذکر این نکته مهم است که در واقع دولت عثمانی از این نخستین خواسته‌های ارمنیان حسن استقبال کرد، زیرا آن دولت که هنوز تحت تأثیر شکست‌های خود از روسیه قرار داشت و از آن می‌ترسید که روسها برای همیشه در مناطق ارمنستان عثمانی که اشغال کرده بودند مستقر شوند در این خواسته‌های ارمنیان محدود به اصلاحات اداری و اعطای نوعی خودمختاری بود دستاویزی برای نگهداری این ایالات تحت سلطه خود می‌دید.»
مهم‌ترین مواد قرار داد سان استفانو که عبارت آن را روسیه به عثمانی دیکته کرد و در سوم ماه مارس ۱۸۷۸ به امضاء رسید همان‌ها بود که به ایجاد یک کشور بزرگ و مستقل بلغارستان شامل جمهوری مقدونیه مربوط می‌شد؛ ولیکن در آنچه به دولت عثمانی مربوط می‌شد روسیه به موجب آن قرار داد مالک مناطق باتومی و اردهان و قارص و بایزید و الشگرد می‌گردید. در عوض متعهد می‌شد شهرستان ارزروم را که سپاهیانش اشغال کرده بودند تخلیه نمایند.
طی این مذاکرات، ارمنیان خواسته‌های خود را به گوش دولت بریتانیا و دولت عثمانی رسانید. این خواسته‌ها شامل خدمت اجباری تازه سربازان ارمنی به جای پرداخت بهای معافیت از خدمت نظام، پرداخت مستقیم مالیات‌ها به دولت به جای مالیات گیرنده‌ها، گماشتن بازرسان مستقل در ولایت‌ها، ترک دادگاه‌های شرع، افزایش تعداد دادگاه‌های سکولار، خلع سلاح کُردها و چرکسی‌های متخاصم و اعطای حق حمل اسلحه به ارمنی‌ها بود. این گزارش همچنین علیه تصرف زمین‌ها به اتکای زور، بی حرمتی به کلیساها، و ویژه تغییر مذهب اجباری زنان و کودکان. این‌ها برخی از معضلاتی است که ارمنیان به کرات با آن روبرو هستند؛ ولی بنابه به اصرار ارمنیان در ماده ۱۶ قرار داد قید گردید که اصلاحات لازم در مناطق ارمنی‌نشین به عمل آید.
متن ماده ۱۶ به شرح زیر بود:
«چون تخلیه سرزمین‌هایی از ارمنستان که نیروهای روس اشغال کرده‌اند و باید به دولت عثمانی مسترد شود ممکن است ایجاد منازعاتی درآن سرزمین‌ها بکند و مشکلاتی ایجاد نماید که به روابط حسنه بین دو کشور لطمه بزند باب عالی متعهد می‌گردد که بی‌درنگ خودمختاری اداری خاصی را که احتیاجات محلی در ایالات ارمنی‌نشین ایجاب می‌کند به آنان اعطا نماید و امنیت جانی و مالی آنان را در برابر چرکسها و کُردها تضمین کند.»
بنا به درخواست نمایندگان عثمانی، که اکنون دربارهٔ نیات دولت روسیه اطمینان خاطر پیدا کرده و ضمناً به دولت انگلستان هم متکی بودند، دوک بزرگ نیکلا رئیس هیئت نمایندگی روسیه در مذاکرات صلح موافقت کرد که در متن ماده ۱۶ تغییراتی داده شود به این شرح که به جای کلمات (خودمختاری اداری) کلمات (بهبود و اصلاحات) نوشته شود.
لیکن حتی این تغییر هم سیاست انگلستان را قانع نکرد، چون آن دولت از این می‌ترسید روسیه این ماده را دستاویزی برای آن قرار بدهد که سرزمین‌هایی را که در ارمنستان ترکیه اشغال کرده است تخلیه ننماید. و حال آنکه این ماده پیش‌بینی می‌کرد که اصلاحات مورد بحث بایستی پیش از عقب‌نشینی سپاهیان روس صورت بگیرد، چه حضور آنان تنها تضمین اجرای آن اصلاحات بود. این بود که دولت انگلستان تصمیم داشت این ماده را تغییر دهد و آن را به صورتی درآورد که تخلیه آن مناطق از روس‌ها فوری و پیش از انجام اصلاحات به عمل آید.
مابین امضاء پیمان سان استفانو و گشایش کنگره برلین، سیاست دولت انگلستان که به وسیله بنجامین دیزرائیلی رهبری می‌شد دائماً در جهتی پیش می‌رفت که به نفع خود می‌دانست. این سیاست روسیه را مجبور کرد به تصرف مناطق باطوم و اردهان و قارص بسنده کند و از مناطق الشگرد و بایزید که قسمت بزرگ ساکنان ارمنی آن نابود شده بودند چشم بپوشد.
در عین حال بنجامین دیزرائیلی مخفیانه با عثمانی در چهارم ژوئن ۱۸۷۸ پیمانی در جزیره قبرس بست که به موجب آن انگلستان متعهد می‌شد، روسیه را به عقب‌نشینی از مناطقی که در ارمنستان عثمانی اشغال کرده بود پیش از اجرای اصلاحات موعود وادار سازد. در عوض سلطان به موجب مفاد همان قرار داد قول می‌داد که: اصلاحات لازم مربوط به حسن اداره امور و حمایت اتباع مسیحی و دیگر اقلیتهای تابع باب عالی را که در سرزمین‌های مورد بحث سکونت دارند، و بعداً هر دو دولت (انگلستان و عثمانی) آن را متوقف خواهند ساخت مجرا دارد.
انگلستان به پاداش این تضمین و به ازای خدمتی که می‌کرد جزیره قبرس را از عثمانی می‌گرفت. این قرار داد قبرس در اوضاع و احوالی که مذاکرات لازم برای انعقاد آن صورت گرفته و با سود نامشروعی که به زیان ارمنیان برای انگلستان تأمین نموده است، یکی از کارهای بسیار درخور سرزنشی است که از سیاست انگلستان سرزده است، و به‌علاوه مشخص‌کننده یکی از مراحل قطعی در تاریخ امپریالیسم جدید به‌شمار می‌رود. در خور تذکر است که سیاست دیزرائیلی در عرض آن چند ماه موجب استعفای دوتن از شخصیتهای مهم هیئت دولت او به اسامی لرد کارناون و لرددربی (وزیر خارجه) گردید. چه این دوتن حاضر نشدند از دیزرائیلی در این زد وب ندهای بغرنج و ناجوانمردانه اش پیروی کنند.
صدای رسای ویلیام یوئرت گلدستون در مجلس عوام انگلستان، چنان‌که می‌بایست داغ ننگ بر این نمونه دورویی و ریاکاری دیزرائیلی نهاد. نتیجه این معامله آن بود که انگلستان تعهد می‌کرد روس‌ها را به تخلیه ارمنستان عثمانی پیش از انجام اصلاحات وادارد، ولی با این عمل خود مسئولیت خاصی در اجرای این اصلاحات به گردن می‌گرفت. همان گونه که باکستن مورخ انگلستانی متذکر شده است اگر روسیه به وسیله انگلستان مجبور به تخلیه ارمنستان عثمانی پیش از اجرای اصلاحات موعود نشده بود بی شک قتل‌عام سال‌های ۱۸۹۵–۱۸۹۶ و نیز نسل‌کشی ارمنی‌ها ۱۹۱۵ روی نمی‌داد.
بدین گونه حتی در آن لحظه که مسئله ارمنستان برای نخستین بار در برابر اروپای مدرن مطرح می‌شد تبدیل به مهره‌ای برعرصه شطرنج رقابت روس و انگلستان می‌گردید. وقتی کنگره برلین در تاریخ ۱۳ ژوئن ۱۸۷۸ به کار خود آغاز کرد معاهده قبرس به امضاء رسیده ولی هنوز پنهان نگاه داشته شده بود، با این وصف این مسئله مانع از آن نشد که هیئت نمایندگی انگلستان از تمامیت ارضی امپراتوری عثمانی دفاع بکند.
ارمنیان نیز یک هیئت نمایندگی مرکب از خریمیان هایریک و کشیش ناربی و میناس چراز و پاپازیان برای دفاع از حقوق خود به کنگره برلین فرستادند. در برلین و در کنگره متشکل در آن شهر نماینگان ارمنی با عناد و خصومت مداوم اتو فون بیسمارک و دیزرائیلی برخورد کردند، و در عوض از طرف رئیس هیئت نمایندگی فرانسه و دوتن از نمایندگان انگلستان یعنی وادینگتن و لرد سالیسبوری با استقبال گرمی مواجه شدند.
خواسته‌های ارمنیان آنگونه که از طرف اعضای هیئت نمایندگی آنان به کنگره برلین عرضه شد نه حاکی از تقاضای استقلال ارمنستان عثمانی بود و نه از الحاق این منطقه به ارمنستان روسیه، بلکه منحصراً متضمن اجرای اصلاحات لازم برای خاتمه دادن به وضع غیرقابل تحملی بود که ارمنی‌ها در همه جا به ویژه در مناطق ارزروم و موش و وان داشتند. آنان خواستار اصلاح سیستم وصول مالیات و اجرای عدالت و ایجاد یک ژاندارمری مخلوط از تُرک و ارمنی بودند تا ارمنیان نیز در آن نقشی داشته باشند. به‌علاوه خواستار انتصاب حکام مسیحی برای مناطق خود شدند.
«در خور تذکر است که نمایندگان ارمنی انجام اصلاحات و برقراری نظام مخصوصی را جزء برای مناطق شامل ایالات ارزروم و موش و وان برای جای دیگری نمی‌خواستند، چه در واقع درهمین منطقه بود که ارمنی‌ها تا سال ۱۸۷۶ اکثریت مطلق سکنه را تشکیل می‌دادند. در ۱۹۱۴ پس از قتل‌عام‌های ۱۸۷۷–۱۸۷۸ و ۱۸۹۴–۱۸۹۶، که قتل‌عام‌های اخیر ۱۵۰٬۰۰۰ قربانی یعنی بیش از نیمی از ساکنان ارمنی این منطقه را نابود کرد؛ و پس از مهاجرت مداوم ارمنیان به سوی قفقاز جنوبی و کشورهای بالکان و آمریکا، تنها در دوره بین سال‌های ۱۸۹۵–۱۸۹۶ شصت هزار ارمنی ساکن ارمنستان عثمانی به سرزمین ماورای قفقاز پناهنده شدند. و پس از استقرار عده زیادی مردم کرد که از جنوب کوه‌های توروس آمده بودند ارامنه اکثریت مطلق را از دست دادند، ولی در این منطقه هنوز اکثریت نسبی داشتند.»

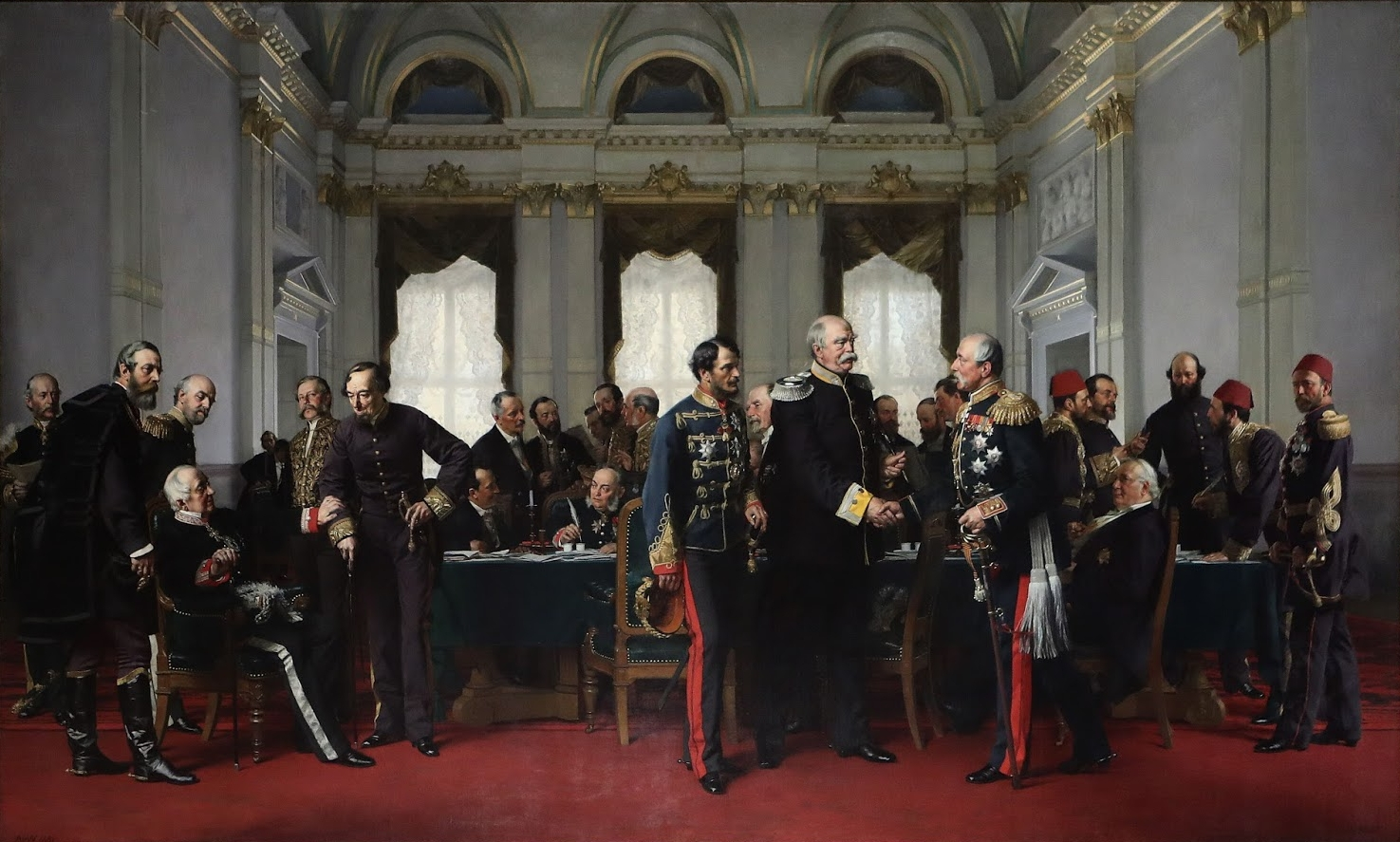
بررسی پیمان برلین ماده ۶۱

وقتی معاهده برلین در ۱۳ ژوئیه ۱۸۷۸ پس از یک ماه مذاکره به امضاء رسید مهم‌ترین تغییراتی که از نظر مسئله ارمنستان در قرارداد سان استفانو داده شد به شرح ذیل بود:
در وهله اول، روسیه می‌بایست به باطوم و اردهان و قارص اکتفا کند و از تصرف بایزید و الشگرد چشم بپوشد. از طرف دیگر ماده ۱۶ قرار داد سان استفانو مربوط به انجام اصلاحات در مناطق ارمنی‌نشین تبدیل به ماده ۶۱ معاهده برلین شد و به شرح زیر تغییر یافت:
«باب عالی متعهد می‌شود اقدامات مربوط به بهبودها و اصلاحاتی را که احتیاجات محلی ایالات ارمنی‌نشین اقتضاء می‌کند بی‌درنگ به مرحله اجرا درآورد و امنیت آنان را در برابر چرکسها و کُردها تضمین نماید. باب عالی متعهد است که هر چند وقت یک بار نتیجه اقداماتی را که در این زمینه معمول می‌دارد به دولت‌هایی که ناظر بر اجرای آن هستند اطلاع دهد.»
ویژگی این ماده در مقایسه با ماده مشابه آن در قرارداد سان استفانو در این نکته است که اصلاحات مورد نظر لازم نشده است حتماً (پیش از تخلیه مناطق اشغالی به وسیله قوای روس بلکه پس از عقب‌نشینی آنان صورت بگیرد؛ و مسلماً) در این مورد اشتباه فاحشی روی داد. از طرف دیگر ماده مورد بحث به تعهد دولت عثمانی دایر به اجرای اصلاحات جنبه یک تعهد بین‌المللی می‌داد که زیر نظارت همه دولت‌های بزرگ قرار می‌گرفت. این قرار دادن تضمین دولتهای بزرگ به جای تضمین تنها دولت متعهد لطمه دیگری بود که به اعتبار آن ماده وارد می‌آمد، زیرا به قول آرجیل به شرحی که در بیست سال بعد ادا کرد:
«آنچه تکلیف همه است تکلیف هیچ‌کس نیست.»
لیکن نمایندگان قدرت‌های بزرگ با عدم اطلاعی که از جغرافیای این قسمت از جهان داشتند به جای اینکه در ماده ۶۱ قرار داد از سرزمین‌هایی که اصلاحات می‌بایست در آن‌ها صورت بگیرد صریحاً نام ببرند به ذکر عبارت مبهم (ایالات مسکون به وسیله ارمنیان) اکتفا کردند؛ و چون ارمنی‌ها نه تنها در فلات مرتفع ارمنستان بلکه در ارمنستان صغیر (مناطق سیواس و ملطیه و الازیغ و دیاربکر) و در کیلیکیه و حتی در آسیای صغیر (تکت و آمازیا و یوزگت و آنکارا) نیز بودند، این عبارت مبهم نیمی از آسیای صغیر را دربر می‌گرفت.
این گسترش بد فرجام بهانه‌ای به دست تُرکان و هواداران آنان داد و آنان از آن هنگام به بعد با اجرای اصلاحات مورد قرار داد بنای مخالفت را گذاشتند و متعذر به این بهانه شدند که اگر چنین اصلاحاتی به مرحله اجرا درآید حاکمیت دولت عثمانی بر قسمت اعظم شرقی آن به خطر خواهد افتاد.

## سیاست قدرت‌های بزرگ ۱۸۷۸–۱۸۹۴
زمامداران مرتجع روس در عناد و خصومتی که با ارمنی‌های روسیه داشتند کم‌کم ترس برشان داشت که نکند اجرای اصلاحات اساسی موعود در شهرستان‌های ارمنستان عثمانی نخستین قدم به سوی خودمختاری ارمنستان باشد و بعداً به ایجاد یک دولت ارمنستان مستقل منجر شود، دولتی که خواه ناخواه روی ارمنیان روسیه تأثیر خواهد گذاشت و سدی در برابر نفوذ آینده روسیه در آسیای صغیر ایجاد خواهد کرد.
این سمت‌گیری جدید سیاست روسیه از ۱۸۸۱ به بعد یعنی از حین روی کارآمدن تزار الکساندر سوم کم‌کم آشکار گردید و به مرز زمان به ویژه از ۱۸۹۰ به بعد به شکل خاصی علنی شد. انگلستان برعکس نظرش این بود که ملت‌های مسیحی خاورزمین همینکه از زیر یوغ ترکان آزاد شوند الزامی به اینکه تابع و فرمانبر روسیه باشند نخواهند داشت.
انگلستان بی‌آنکه خط مشی خود را که ایجاد سدی محکم بین روسیه و راه هندوستان بود رها کند کم‌کم به این نتیجه رسید که اگر بخواهد از امپراتوری عثمانی در حال انحطاط چنین سدی بسازد کار عبثی است. تنها یک امپراتوری عثمانی احیا شده و تغییر سازمان داده می‌توانست چنین سد ضروری برسر راه هندوستان را برای انگلستان ایجاد نماید، و از اینجا به علت تلاش‌های مداوم آن دولت پی می‌بریم که چرا می‌خواست ترکیه را وادارد تا با انجام اصلاحات لازم تشکیلات داخلی خود را تقویت کند و به رژیم استبدادی و بی نظمی که خاص سلاطین عثمانی بود پایان دهد.
مسئله ارمنستان از ۱۸۷۸ تا ۱۸۹۴
پس از امضاء معاهده برلین در ۱۸۷۸ انگلستان که به قراری که قبلاً شرح دادیم با تحمیل تخلیه ارمنستان ترکیه به قوای روس پیش از اجرای اصلاحات مسئولیت بزرگی به عهده گرفته بود. یکی از نخستین اقدامات انگلستان این بود که به تشکیلات کنسولی خود در آسیای صغیر و در ارمنستان عثمانی وسعت بخشید، بدین شرح که هشت کنسول نظامی به ترتیب تحت فرمان سرگرد تروتر سرکنسول ارزروم و سرگرد چارلز ویلسن سرکنسول سیواس به خدمت گماشت. مأموریت آن کنسول‌ها این بود که دولت متبوع خود را از وضع آن شهرستان‌ها و از وضع ارامنه مقیم آن‌ها آگاه سازند تا دولت انگلستان بتواند با علم و آگاهی از وضع محل تعهدات خود را انجام دهد.
از طرفی هم به سرهنری له یارد سفیر بریتانیا در قسطنطنیه دستور داده شده بود با سلطان در تماس باشد و به مقتضای منافع خود دولت عثمانی به او فشار بیاورد تا اصلاحات پیش‌بینی شده در ماده ۶۱ پیمات برلین را در شهرستان‌های ارمنی‌نشین به مرحله اجرا درآورد. سالیسبوری یک طرح اصلاحی عرضه کرد که مسایل اداره پلیس و مالیات‌ها و اجرای عدالت در شهرستان‌های ارمنی‌نشین را با پیش‌بینی کنترل اروپایی دربر می‌گرفت.
رابرت گاسکوین-سسیل با علاقه به اینکه رضایت سلطان را با طرح پیشنهادی خود جلب کند به فکرش رسید که پیشنهادی دایر بر اعطای یک وام شش میلیون لیره‌ای هم به طرح اضافه کند. در این فاصله زمانی، گزارش‌هایی که از کنسول‌های نظامی می‌رسید همه حاکی از وجود بی شک و شبهه یک نظام جور و تعدی در سرزمینی بود که ساکنان ارمنی آن دایم در معرض راهزنی و اجحاف و سوء قصد به‌سر می‌بردند.
رابرت گاسکوین-سسیل به تلاش‌های خود ادامه داد ولی سلطان عبدالحمید دوم به اطمینان اینکه دیزرائیلی هنوز برسر کار است و از او حمایت می‌کند همچنان خودش را به نفهمی و نشنیدن می‌زد.
در ماه مه ۱۸۸۰ ویلیام اوارت گلدستون به جای دیزرائیلی در راس دولت بریتانیا قرار گرفت. گلدستون برای مجبور کردن سلطان به ایفای تعهداتش اتمام حجتی به عثمانی داد و یک کشتی جنگی هم به ازمیر فرستاد با تهدید به اینکه گمرکات آن بندر را تصرف خواهد کرد. برعکس در مورد مسئله ارمنستان تلاش‌های گلدستون برای مجبور کردن دولت عثمانی به ایفای تعهداتش چون از حمایت قدرت‌های بزرگ دیگر برخوردار نبود به جایی نرسید.
گوشن سفیر بریتانیا در قسطنطنیه به دستور دولت متبوع خود به مذاکرات مربوط به اجرای اصلاحات موعود در ارمنستان ادامه می‌داد. وقتی مانند سابق با مخالفت دولت عثمانی در این زمینه برخوردار کرد نمایندگان قدرت‌های بزرگ دیگر در قسطنطنیه در یازدهم ژوئن ۱۸۸۰ یادداشتی شبیه به یادداشت سفیر بریتانیا به دولت عثمانی تسلیم کردند و ضمن آن وضع اسف انگیز ایالات ارمنی‌نشین را شرح دادند، و صریحاً اعلام داشتند که دولتهای متبوعشان، نمی‌توانند بپذیرند که مواد قرار داد برلین مربوط به این موضوع بیش از این بلا اجرا بماند.
چون باب عالی در پاسخ مورخ ۵ ژوئیه خود بار دیگر سوءنیت خویش را در این باره نشان داد این بار قدرت‌های بزرگ یک یادداشت مهم و شدیداللحن دسته جمعی به تاریخ ۱۷ سپتامبر ۱۸۸۰ و پیرو یادداشت ۱۱ ژوئن به دولت عثمانی تسلیم و ضمن آن درخواست اجرای کامل و فوری ماده ۶۱ پیمان برلین را کردند؛ و چون بار دیگر ترک‌ها شانه خالی کردند و سوء نیت سلطان مسلم گردید لرد گرانویل وزیر خارجه بریتانیا در ۱۲ ژانویه ۱۸۸۱ دستورهایی به سفرای انگلستان در پاریس، برلین، وین ،سن پترزبورگ و رم فرستاد و از آنان خواست تا دولت‌های مقتدر نامبرده همه دست به یک اقدام مشترک بزنند و باب عالی را به اجرای تعهدات خود وادار سازند. لیکن این ابتکار با مخالفت بیسمارک مواجه شد.
و اما روسیه که در آغاز استقبال خوبی از اقدامات انگلستان کرد بعداً (به دلایلی که قبلاً) به آن اشاره کردیم رویه‌ای منفی در پیش گرفت. دیری نگذشت که انگلستان نیز دیگر جزء به تحقق نظرات خود در مصر نپرداخت و مسئله اصلاحات ارمنستان برای او در درجه دوم اهمیت قرار گرفت.
در نتیجه می‌توان گفت که از ۱۸۸۳ به بعد از تلاش‌های معمول برای اجرای اصلاحات پیش‌بینی شده در پیمان برلین صرف نظر شد، و تنها نتیجه‌ای که از همه آن مذاکرات به دست آمد این بود که توجه اروپا و خود دولت عثمانی به وجود مسئله‌ای به نام مسئله ارمنستان جلب شد. در واقع انگلستان که کنسول‌های نظامی خود را فراخوانده بود اکنون جدا از کنسولگری موجود در ارزروم و سیواس، کنسولهایی هم در وان و در دیاربکر نگاه داشت، و حضور این کنسول‌ها موجب شد که به وسیله چاپ کتاب آبی انگلستانی اطلاعاتی دربارهٔ اوضاع ارمنستان عثمانی و رژیم جور و اجحاف حاکم برآن و تعدی‌ها و جنایت‌هایی که در آنجا صورت می‌گرفت به اروپا برسد.

این بدرفتاری‌ها و جور و آزارها اعتراضاتی در بین افکار عمومی اروپائیان برمی‌انگیخت، ولی همان گونه که نانسن متذکر شده است:
«سیاستمداران قدرت‌های بزرگ از هیجانات توده‌های اروپایی در مخالفت با وحشیگریهایی که در ارمنستان صورت می‌گرفت تنها استفاده را می‌کردند که به بهانه آن به دولت عثمانی برای گرفتن امتیازات تازه‌ای به نفع کشورشان فشار می‌آوردند، بی‌آنکه براستی به آن ملت قربانی رنجها و دردهای او موضوع خوبی برای گفتگو بود کمترین کمکی بکنند.»

## سیاست عثمانی
در ۱۸۶۳ دولت عثمانی فرمانی صادر کرده بود که به موجب آن به ارمنی‌ها آزادیهایی در چهارچوب (خط همایون) می‌داد.
زمامداران عثمانی به ویژه در وجود ارمنیان تهدیدی نسبت به تمامیت ارضی کشور خود می‌دیدند، و ارمنستان به نظرشان بلغارستان دومی می‌آمد که می‌بایست به موقع کلکش را بکنند. از ۱۸۷۸ به بعد تمام سیاست عثمانی بیشتر در اطراف این نقشه دور می‌زد که پایه‌های خودمختاری آتی ملت ارمنی را خراب کند، و این کار را با تقلیل عمدی نفوس ارمنیان و تبدیل به یک اقلیت نژادی بسیار ناچیز انجام دهد.
یکی از نخستین کارهای دولت عثمانی در اجرای آن نقشه دستکاری ارضی در شهرستان‌های ارمنی‌نشین بود. مرزهای تازه به نحوی تعیین شد که از اهمیت نسبی عنصر ارمنی می‌کاست. با جداکردن اراضی ارمنی‌نشین به اجبار و با الحاق زمین‌های تازه‌ای به آن‌ها که مسلمانان در آن‌ها اکثریت داشتند دولت عثمانی موفق شد ساختار نژادی بسیاری از 
ولایات ارمنی‌نشین را تغییر دهد.
«این نکته را نیز باید خاطرنشان نمود که قتل‌عام اکثر ساکنان ارمنی مناطق الشگرد و دغوبایزید در ۱۸۷۷–۱۸۷۸ قبلاً بین ارمنستان روسیه و مناطق موش و وان که در آن‌ها ساکنان ارمنی اکثریت زیادی داشتند، یک نوار ارضی با اکثریت کرد فاصله انداخته بود.»
با این وصف ارمنی‌ها همچنان توده فشرده‌ای در اطراف دریاچه وان تشکیل داده بودند، و هنوز می‌شد روی نقشه منطقه‌ای در حدود پنجاه هزار کیلومتر مربع رسم کرد که در آنجا ارمنی‌ها اکثریت داشتند. سیاست عثمانی این هدف را برای خود تعیین کرد که این توده فشرده ارمنی را از هم جدا کند و از نیروی عددی عنصر ارمنی در مناطق همجوار آن خطه بکاهد.
دولت نامبرده برای نیل به این هدف به روش‌های زیر متوسل گردید:
«بدواً دولت قسطنطنیه عشایر چادرنشین کُرد را که در جنوب رشته‌کوه توروس ساکن بودند تحریک کرد به مناطق موش و وان و ارزروم بیایند و در اراضی متعلق به ارمنیان مستقر شوند، کاری که موجب شد در بسیاری از موارد از صاحبان ارمنی آن اراضی سلب مالکیت شود و از خانه و کاشانه خود رانده شوند. این تهاجم کُردها به ارمنستان که در دوره‌های پیش هم به وسیله ترکان تشویق شده بود از ۱۸۷۷ به بعد مداومت و شدت بیشتری پیدا کرد، چنان‌که عده کردهایی را که در فاصله بین سال‌های ۱۸۷۷ و ۱۹۱۴ در مناطق موش و وان و ارزروم ساکن شدند به حدود یکصد هزار نفر تخمین می‌زنند. بدین گونه تیلر کنسول انگلستان در ارزروم گزارش می‌داد که تقریباً همه کُردهای این ولایت اصلاً اهل دیاربکر بوده‌اند».
باکستن در کتاب خود می‌نویسد: 
«تٌرکان معتقد بودند که اگر کُردها از لحاظ مالیات دهی و حتی به عنوان سرباز هم قابل استفاده نباشند لااقل می‌توانند از آنان برای تصرف آن سرزمین بیگانه نشین که ارمنستان باشد استفاده کنند. هر چند سطح فرهنگ کُردها پایین‌تر از سطح فرهنگ تُرکها است، مع‌هذا ممکن است برای از بین بردن ارمنیان که تُرکان نمی‌توانند برتری تحول آنان را تحمل کنند مورد استفاده واقع شوند.»
نتیجه مسلم این اقدام مسلح کردن کُردها به حد افراط دادن جنبه قانونی به تبهکاری‌های آنان و دادن ترتیب منظمی به عملیات رفع تصرف از اراضی ملکی ارمنیان و تحلیل بردن جمعیت ارمنی‌ها بود. بنابراین عثمانی همچنان به سیاست ضد ارمنی خود از طریق سرگرم کردن اروپا با حرف‌های یاوه و با قرار دادن معاذیر دیپلماسی کهنه خود در برابر سرزنش‌های قدرت‌های بزرگ ادامه داد. همچنین زمامداران ترکیه در طول این مدت دست به کار تقلب‌های آماری بودند به منظور اینکه نفوس ارمنیان را در شهرستان‌های ارمنستان به صورت یک اقلیت ناچیز جلوه بدهند.
تا وقتی که مسئله ارمنستان مطرح نشده بود تخمین‌های نفوس و آمارهای رسمی عثمانی در مورد جمعیت امپراتوری نفوس زیادی برای ارمنیان قایل بود. برهمین مبنا کتاب رسمی ترکی اثر صلاح الدین بیگ ساکنان ارمنی امپراتوری عثمانی را در ۱۸۶۷ به ۲۴۰۰۰۰۰ نفر تخمین می‌زد. لیکن همینکه مسئله ارمنستان بر اثر جنگ ۱۸۷۸–۱۸۷۷ مطرح گردید دولت عثمانی در آمارهای ساختگی خود به کم کردن نفوس ارمنیان علاقه عجیبی نشان داد.
در حین مذاکرات سال ۱۸۸۰ با قدرت‌های بزرگ صدراعظم عثمانی عابدین پاشا نفوس شش ولایت ارمنی ترکیه، را که بعداً آدانه و ترابزون را نیز به آن‌ها افزود به ۳٬۶۲۰٬۰۰۰ نفر مسلمان، شامل تٌرک و کُرد و عرب در برابر ۷۲۷٬۰۰۰ ارمنی و ۲۸۳٬۰۰۰ نفر مسیحی مانند آشوری‌ها و یونانیان عرضه کرد.
این تقلب آماری، دولت عثمانی که همیشه مراقب بود که آمارهای خود را به مقتضای منظوری که داشت تنظیم کند. بر مبنای همین اصل، ارقام عرضه شده به وسیله ویتال کوینه که در خدمت دولت عثمانی بود، در اثر خود راجع به ترکیه آسیایی، منتشر در فاصله سال‌های ۱۸۹۰ تا ۱۸۹۴، با کمال دقت تهیه و تنظیم شده‌اند تا ارمنیان را در همه شهرستان‌های ارمنی‌نشین به صورت یک اقلیت ناچیز جلوه بدهند.
بر مبنای همین ارقام که در واقع به وسیله خود دولت عثمانی تهیه و تنظیم می‌شد، دولت نامبرده از آن پس برای ساختن افسانه لازم به منظور تبلیغات مورد نظرش استفاده کرد. تمام اعتراضاتی که تُرکان و هوادارانشان در برابر خواسته‌های ارمنیان عرضه کرده‌اند برمبنای همین کار انجام شده به نفع عثمانی به وسیله بیگانه‌ای حقوق بگیر ازآن دولت بوده، آن هم درست در همان لحظه‌ای که مسئله ارمنستان همچون مترسکی مایه وحشت زمامداران قسطنطنیه بوده است.
ارزیابی‌های انجام شده به وسیله غربیهایی که به خوبی با وضع کشور ترکیه آشنا بوده‌اند نتایجی کاملاً مغایر با آنچه خود ترک‌ها نوشته و گفته‌اند به دست داده است.

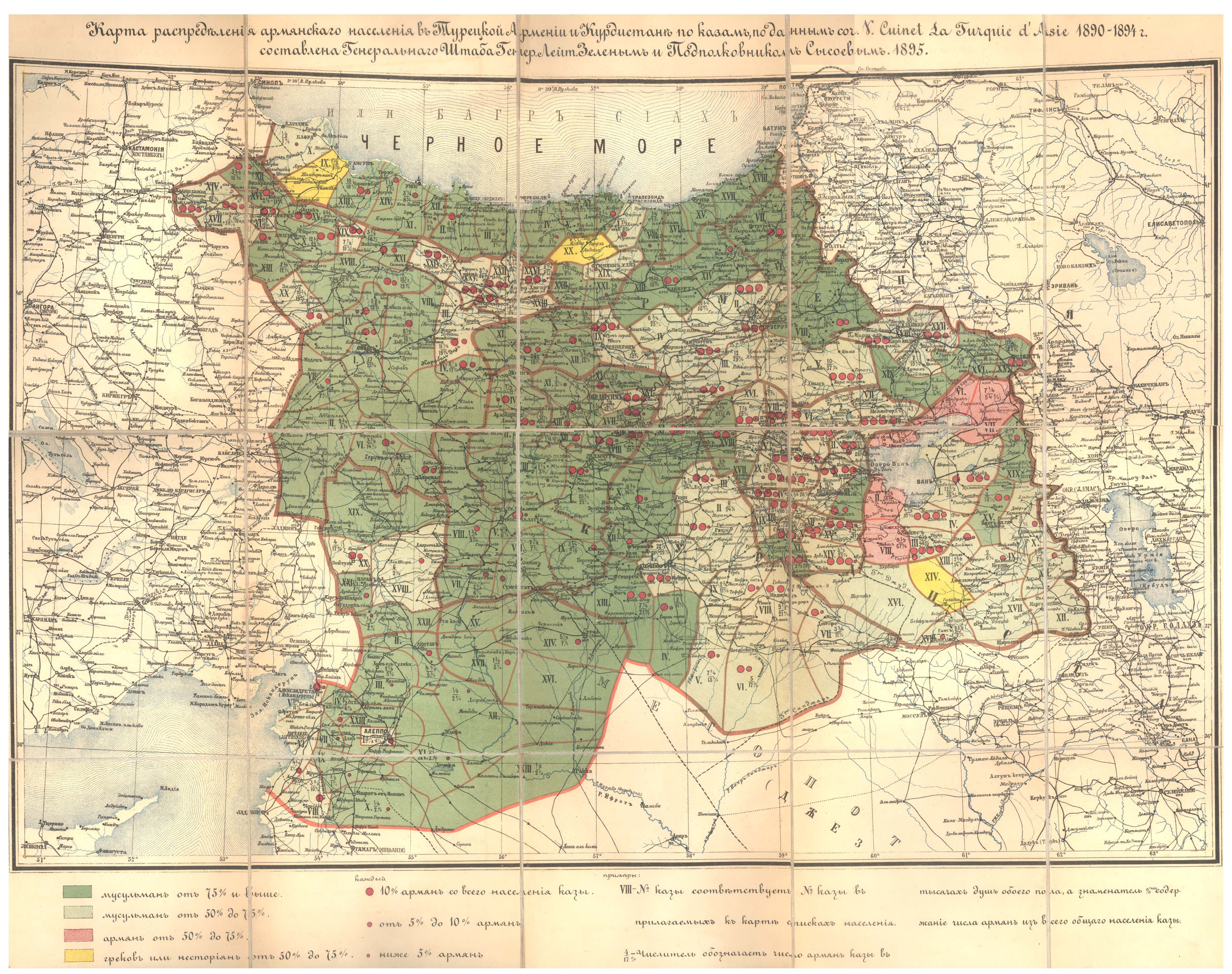

## نامه هیئت ارمنی
<<هیئت نمایندگی ارمنی به خاطر عدم اجرای درخواست‌های متعادل و قانونی از سوی دولت عثمانی و کنگره متأسف است. ما فکر می‌کردیم که یک ملت چند میلیونی که تا به امروز اجازه نداده است به عنوان وسیله‌ای برای سیاست‌های خارجی درآید، صرف نظر ازاینکه خیلی بیشتر از سایر اقوام مسیحی ترکیه مورد استثمار قرار گرفته است، ملتی که هیچ‌گونه مشکلی برای دولت ترکیه فراهم نکرده و نه هم عقیده یک دولت بزرگ و نه هم نژاد آن است ولی به همان اندازه دیگر اقوام مسیحی ترکیه مسیحی است، در این قرن حق دارد به حمایت شدن امیدوار باشد.
ما فکر می‌کردیم یک چنین ملتی که به هیچ مسلک سیاسی تعلق ندارد، قادر خواهد بود از حق حمایت مستقل و حق رهبری توسط مقامات ارمنی در اراضی ارمنستان برخوردار گردد. ارمنیان درک کردند که فریب خورده‌اند و حقوق آن‌ها شناسایی نشده است زیرا آنان صلح دوست بودند و با حفظ استقلال سازمان کلیسای قدیمی و روحیه ملی خود در عمل به چیزی نایل نشدند.
هیئت نمایندگی ارمنی در مراجعت به شرق این درس را با خود به ارمغان خواهد برد. لیکن بدین وسیله این نظر را بیان می‌کند که ملت ارمنی تا اجابت درخواست‌هایش توسط اروپا هرگز از برآوردن ندای خود دست برنخواهد داشت.>>
برلین، ۱۳، ژوئیه ۱۸۷۸

## کشتار حمیدیه
دولت عثمانی نیروی سواره نظام نامنظمی از کُردها، موسوم به هنگ حمیدیه را تشکیل داد. این هنگ‌ها متشکل از کُردهایی بودند از مناطق مرزی قفقازستان روسیه که تحت امر سلطان باقی‌مانده بودند. هدف واقعی این یگان‌ها ارمنی‌ها بودند.
آرمینیوس وامبری، می‌گوید که هدف واقعی واحدها را سلطان به او گفته است: «بدان که بزودی آن ارمنیان را سر جای شان خواهم نشاند. چنان سیلی ای به گوششان خواهم زد که تا عمر دارند از درد به خود بپیچند و دیگر هموس خودمختاری نکنند.»
در سال ۱۹۸۴، شورشی در دهکده ساسون رخ داد زیرا روستاییان ارمنی را وادار می‌کردند افزون بر مالیاتی که به حکومت می‌پرداختند، مبلغ بیشتری را نیز به قبایل کُرد بدهند؛ زیرا بار این مالیات دوگانه کمر آن‌ها شکسته بود. روستاییان که از پرداخت این مالیات اضافی سر باز می‌زدند شکوه نامه‌ای رسمی را تسلیم استانبول و دادگاه نیز به نفع آن‌ها حکم دادند، لیکن فرماندار ولایت، که فردی نادان و خودسر بود، مسلمانان منطقه را علیه ارمنی‌ها تحریک کرد. شورش روستاییان سرکوب شد و قتل و غارت ادامه یافت. این قتل‌ها با یگان‌های نظامی همگام بود این یگان‌های نظامی دولت عثمانی برخورد وحشیانه‌ای با روستاییان داشتند و تعداد زیادی از آن‌ها قتل‌عام شدند.

## معاهده سور

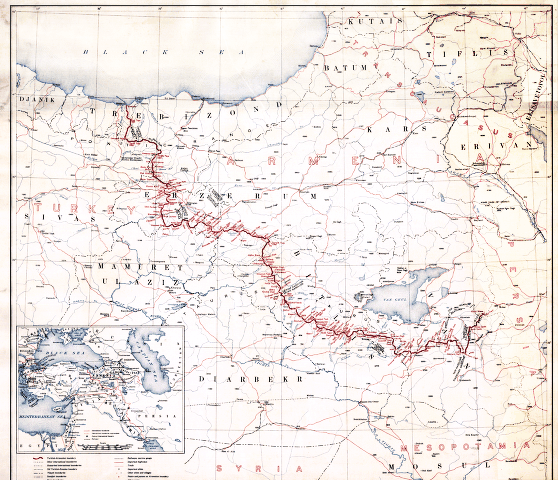
اولین جمهوری ارمنستان و مرزهای غربی تعریف شده توسط وودرو ویلسون

معاهده سور (Treaty of Sèvres) در ۱۰ اوت ۱۹۲۰ برای تنبیه امپراتوری عثمانی که در جنگ جهانی اول در کنار امپراتوری آلمان و امپراتوری اتریش – مجارستان وارد جنگ شده بود، میان نیروهای پیروز متفق در جنگ جهانی اول (روسیه، بریتانیا و فرانسه)، و امپراتوری عثمانی امضا شد. در آن هنگام، بریتانیایی‌ها و فرانسوی‌ها تنگه‌های داردانل و بسفور و شهر استانبول را تصرف خود داشتند. پیمان سور موجب ظهور جنبش ملی‌گرایان ترک شد. ملی‌گرایان ترک و بخش اعظم نیروهای ارتش علیه سلطان محمد ششم دست به شورش زدند.
در اوت ۱۹۲۰ معاهده تنبیهی بر امپراتوری بر اساس این معاهده بود:
- کلیه سرزمین‌های عرب عثمانی از قلمرو آن جدا شدند؛
- استقلال پادشاهی حجاز به رسمیت شناخته شد؛
- ایتالیا در جنوب غربی آسیای صغیر به یک قلمرو نفوذ دست یافت. جزایر دودِکانس[۵۳] و رودس در دریای اژه به ایتالیا رسید و مابقی جزایر اژه نصیب یونان شدند؛
- تراس (تراکیه) شرقی و محدوده اطراف ازمیر به یونان داده شد؛
- تنگه‌های بسفر و داردانل بین‌المللی شده و سرزمین‌های اطراف آن‌ها غیرنظامی اعلام شدند؛
- یک جمهوری مستقل ارمنی در آناتولی شرقی ایجاد شد؛
- نواحی کردنشین شمال موصل با شرط دریافت خودمختاری در قلمرو امپراتوری باقی ماند و حق آن برای ارجاع تقاضای استقلال به جامعه ملل طی یک سال به رسمیت شناخته شد.

به اعتقاد حقوق دانان ۹۴ سال پس از انعقاد معاهدهٔ سِور این پیمان برای ارمنیان و ارمنستان دارای اهمیت تاریخی می‌باشد. نخست آنکه پس از استقلال اولین جمهوری ارمنستان در سال۱۹۱۸، برای اولین بار، دولت ترکیه، جمهوری ارمنستان را به رسمیت شناخت. اهمیت این موضوع بیشتر در این است که سه سال قبل از استقلال جمهوری ارمنستان، ترکیه به قصد امحاء کامل ارمنیان در۱۹۱۵ دست به نسل‌کشی ارمنی‌ها زده بود. با وجودی که مفاد معاهده کاملاً به اجرا گذارده نشد اما پیمان سِور می‌تواند در مذاکرات سیاسی آینده مورد استفاده قرار گیرد.

## شناسائی رسمی نسل‌کشی ارمنی‌ها

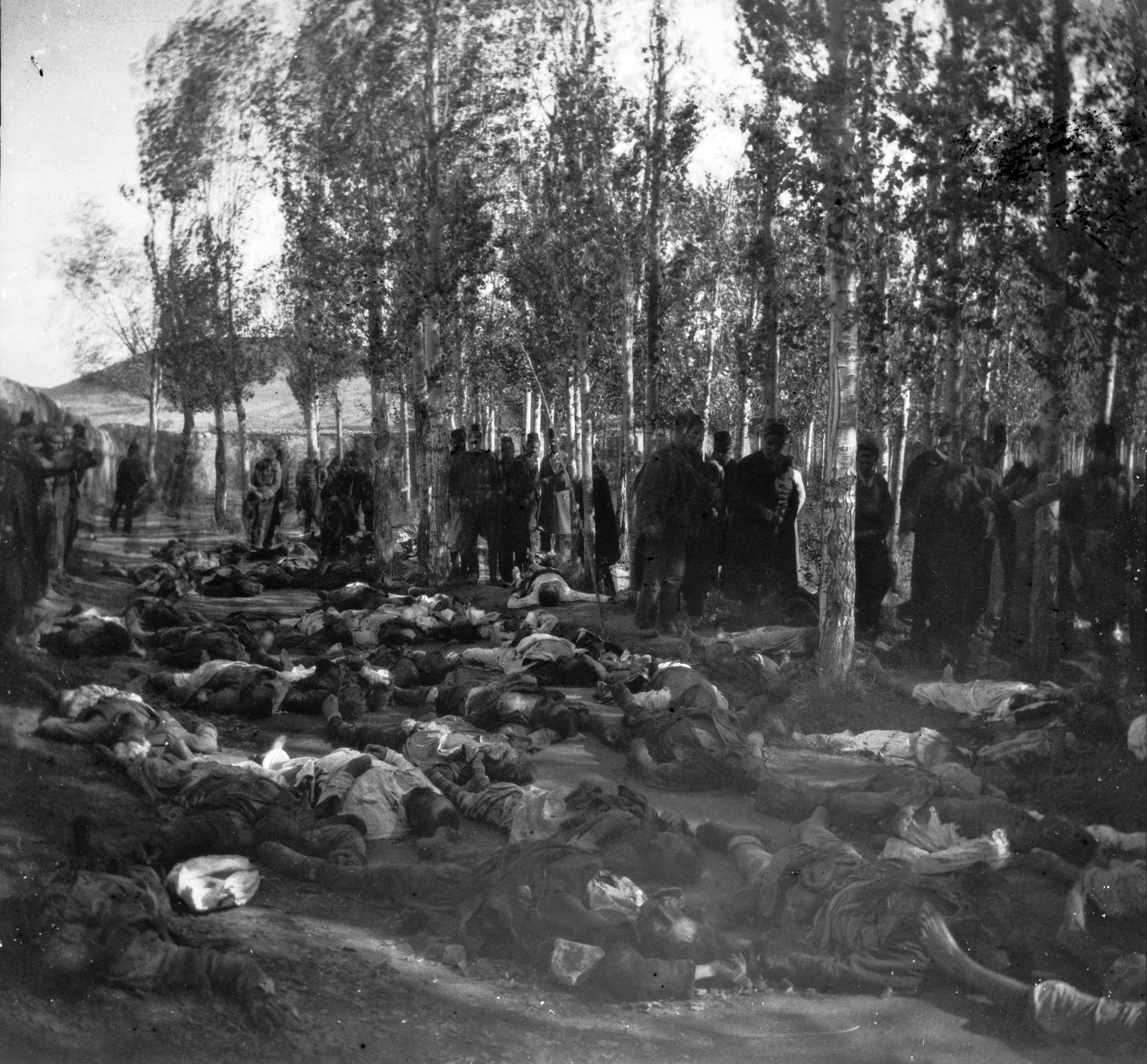
کشتار ارمنی‌های ارزروم، عکاس ویلیام ساچتلبن نوامبر ۱۸۹۵

در نهم دسامبر ۱۹۴۸ کنوانسیون پیش‌گیری و مجازات نسل‌کشی را سازمان ملل متحد به تصویب رساند؛ ولی تا پیش از پذیرش اعلامیه ۱۹۴۸، سازمان ملل، شخصیت‌های سیاسی، مذهبی، فرهنگی، و روشنفکران بسیاری از ملیت‌های مختلف علناً اعلام کرده بودند که آنچه بر ملت ارمنی گذشت، تلاش‌هایی با حمایت حکومتی برای از میان برداشتن ملت ارمنی بوده است.
فریادهای ملت ارمنی در راه شناساندن مصوبه نسل‌کشی در عرصه‌های بین‌المللی و مطالبه مجازات جنایتکار و جبران خسارت، سرانجام در سال ۱۹۶۵ به گوش جهانیان رسید، و آن هنگامی بود که ارمنیان در چهارگوشه جهان این بار به همراهی ارمنیان ارمنستان شوروی، که برای اولین بار با سردادن شعار «سرزمین‌های ما، سرزمین‌های ما» وارد خیابان‌های ایروان شده بودند، پنجاهمین سالگرد نسل‌کشی را برگزار کردند. با این مراسم مفهوم و محتوای واقعه نسل‌کشی نقطه عطف تازه‌ای یافت. پنجاهمین سالگرد نسل‌کشی به دوره عزاداری صرف پایان داد و دوره محکوم کردن و پیگیری احقاق حقوق آغاز گشت.

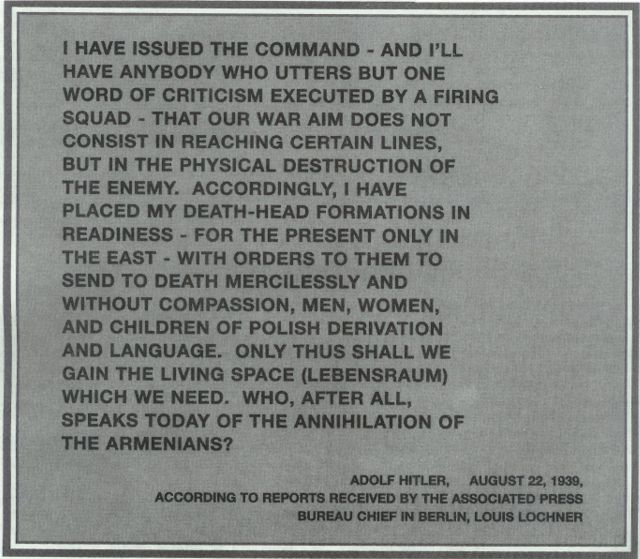
بیانیه هیتلر در مورد نسل‌کشی ارمنی‌ها قبل از حمله به لهستان

دولت‌های ترکیه تا امروز حاضر به پذیرش نسل‌کشی نشده و صدمات وارده بر ملت ارمنی را جبران نکرده‌اند. امروزه همه با این گفته آدولف هیتلر آشنا هستند که قبل از حمله به کشور لهستان به اطرافیان خود گفته بود: 
«امروزه دیگر چه کسی به یاد کشتار ارامنه است؟»
در ۱۹۹۸–۱۹۹۹ در مجلس ملی استرالیا، بررسی‌هایی که از ۱۹۹۷ در زمینهٔ نسل‌کشی ارمنی‌ها آغاز شده بود سرعت بیشتری یافت و منجر به برپایی بنای یادبود قربانیان نسل‌کشی ارمنی‌ها در محوطهٔ مجلس شد.
در فرانسه، نخستین پیامدهای سیاستی که در سطح دولتی پیگیری می‌شد شناسایی رسمی و محکوم‌سازی نسل‌کشی ارمنی‌ها از سوی مجلس فرانسه، در مه ۱۹۹۸ بود.

نمایندگان در سخنرانی‌هایشان از جنایت‌های حاکمان تُرک سخن به میان آوردند و آن‌ها را به شدت محکوم کردند و در رأی مصوب اعلام داشتند: 
«فرانسه علناً نسل‌کشی ارمنی‌ها را در ۱۹۱۵م می‌شناسد.»
در اکتبر ۲۰۰۰، با رأی قاطع مجلس سنای جمهوری شرقی اروگوئه، ۲۴ آوریل روز یادبود شهیدان ارمنی در آن کشور اعلام شد. در این زمینه یادآور شویم که در ۱۹۶۵، برای نخستین بار در جهان، مجلس اروگوئه اقدام به شناسایی نسل‌کشی ارمنی‌ها کرده و روز ۲۴ آوریل همان سال را روز یادبود قربانیان بی گناه نسل‌کشی ارمنی‌ها اعلام داشته بود اما لایحهٔ مصوب جدید جنبهٔ همیشگی داشت.
در آوریل ۲۰۰۰ در مجلس نمایندگان ایتالیا، بررسی‌های لایحهٔ شناسایی نسل‌کشی ارمنی‌ها آغاز شد. در نوامبر همان سال، مجلس ایتالیا، با در نظر گرفتن مصوبهٔ همان ماه پارلمان اروپا در خصوص گزارش دوره‌ای کمیسیون پیشرفت ترکیه در مسیر عضویت در اتحادیه اروپا (در ۱۹۹۹)، با اکثریت آرا نسل‌کشی ارمنی‌ها را در۱۹۱۵ شناسایی کرد.
از نظر شناسایی نسل‌کشی ارمنی‌ها پذیرش رسمی این واقعیت از سوی یکی از ابرقدرت‌های جهان، یعنی ایالات متحده آمریکا، به طبع دارای اهمیت بسیار است. باید یادآور شد که در نتیجهٔ تلاش هدفمند طرف ارمنی، درمقطع مورد نظر، در این زمینه نیز پیشرفت شایانی صورت گرفت.

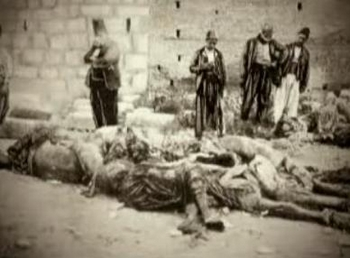
قتل‌عام ارمنیان در آدانا سال ۱۹۰۸

در اکتبر ۲۰۰۰، کمیسیون روابط خارجی مجلس نمایندگان کنگره ایالات متحده آمریکا پیش‌نویس لایحهٔ شمارهٔ ۳۹۸ را دربارهٔ نسل‌کشی ارمنی‌ها تصویب کرد و آن را در دستور کار کنگره قرار داد. تصویب این قطعنامه از سوی کنگره در واقع می‌توانست به معنی شناسایی واقعیت نسل‌کشی ارمنی‌ها در ترکیه عثمانی، از سوی نهاد قانون‌گذاری ایالات متحده آمریکا، به‌شمار آید، اما بر اثر فشارهای علنی نهاد اجرایی آمریکا و با هدف به خطر نینداختن روابط با ترکیه قطعنامهٔ نژادکشی از دستور کار کنگره خارج شد.
در ۱۸ ژانویه ۲۰۰۱، مجلس ملی فرانسه لایحهٔ شناسایی نسل‌کشی ارمنی‌ها را تصویب کرد و با تصویب آن نخستین کشوری شد که به‌طور قانونی نسل‌کشی ارمنی‌ها را به دست حکومت عثمانی در سال‌های نخست قرن بیستم میلادی شناسایی کرد.
پس از استقلال ارمنستان تا پایان ۲۰۰۱، مجالس یونان، لبنان و بلژیک نیز در زمینهٔ نسل‌کشی ارمنی‌ها مصوباتی داشته‌اند.
از دیگر پیامدهای حرکت بی سابقهٔ شناسایی نسل‌کشی ارمنی‌ها، در سراسر جهان، پیوستن فرهیختگان پیشتاز ترک به آن بود. آن‌ها به شیوه‌هایی که برایشان مقدور بود در جامعهٔ ترکیه دست به اقداماتی جدی زدند تا جامعهٔ تُرک را با گذشتهٔ خونین خود رو به رو کنند و فجایعی را که نیاکانشان مرتکب شده‌اند به آنان بقبولانند.
در مقطع مورد نظر، ارمنستان نیز دست به اقدامات پیگیری برای پشتیبانی معنوی از حرکت شناسایی جهانی نژادکشی زد. چنان‌که به نشانهٔ عمیق‌ترین احساس قدردانی ملت ارمنی، مشتی خاک از آرامگاه حامیان بزرگ ارمنیان، یوهانس لپسیوس، جیمز برایس، فرانتس ورفل، هنری مورگِنتاو و دیگران در محفظه‌هایی در مجتمع یادبود نسل‌کشی ارمنی‌ها در ایروان گذاشته و لوح‌های یادبودی بر آن‌ها نصب شد.

## فهرست منابع
- آکچام، تانر. اقدام شرم آور. ترجمهٔ بابک واحدی و محسن قائم مقامی.
- بوقوسیان، ادوارد (بهار ۱۳۹۲). ترجمهٔ ادوارد هاروتونیان. «فرایند شناسایی جهانی نژادکشی ارمنیان در دورهٔ تحکیم حکومت مستقل ارمنستان (۱۹۹۰–۲۰۰۱م)». فصلنامه فرهنگی پیمان. سال هفدهم (۶۳).
- روز شمار محکومیت و شناسائی رسمی نژاد کشی ارمنیان
- هرمیداس باوند، داود (بهار ۱۳۸۶). «ارمنستان در سرآغازین فاجعهٔ قرن بیست». فصلنامه فرهنگی پیمان. سال دهم (۳۹). بایگانی‌شده از اصلی در ۲ آوریل ۲۰۱۵.
- تاریخ ارمنستان. تهران: انتشارات زرین. ۱۳۷۷. شابک ۹۶۴-۴۰۷-۰۱۳-۵.
- نقیب‌زاده، احمد (۱۳۸۵). تاریخ دیپلماسی و روابط بین‌الملل از پیمان وستفالی تا امروز (چاپ چهارم). تهران: قومس. ص. ۱۷۰.
- ضیائی بیگدلی، محمدرضا (۱۳۸۵). حقوق بین‌الملل عمومی (چاپ بیست و هفتم). تهران: گنج دانش.
- تاریخ ملت ارمنی ژاک دو مورگانde morgan, jacques (1916). history of the armenian people. Paris.
- (ویکتور برار، سیاست سلطان، مجله پاریس، مورخ ۱۵ دسامبر ۱۸۹۶) en:Victor Bérard. La Politique du Sultan.
- بلانت، تاریخ مرموز اشغال مصر به وسیله انگلستان، چاپ ۱۹۰۷ لندن en:Wilfrid Scawen Blunt (1907). Secret History of the English Occupation of Egypt Knopf.
- ه. تمپرله ی. تاریخ کنفرانس صلح، چاپ لندن en:Harold Temperley (1924). A history of the Peace Conference of , (6 vols) 1920-24. Paris.
- پل روهرباخ، در توران و ارمنستان، چاپ ۱۸۹۸ برلین en:Paul Rohrbach. In Turan Und Armenian:Paul Rohrbach.
- سر ادوین پیرس، زندگی عبدالحمید، چاپ ۱۹۱۷ لندن en:Edwin Pears. Life of Abdul Hamid - Sir Edwin Pears.
- Հայկական հարց at  Encyclopedia.am
- Ազգերի լիգան և Հայկական հարցը at  Armin.am  بایگانی‌شده  در ۲۱ ژوئیه ۲۰۲۲ توسط Wayback Machine